# Hilton Young, 1. Baron Kennet

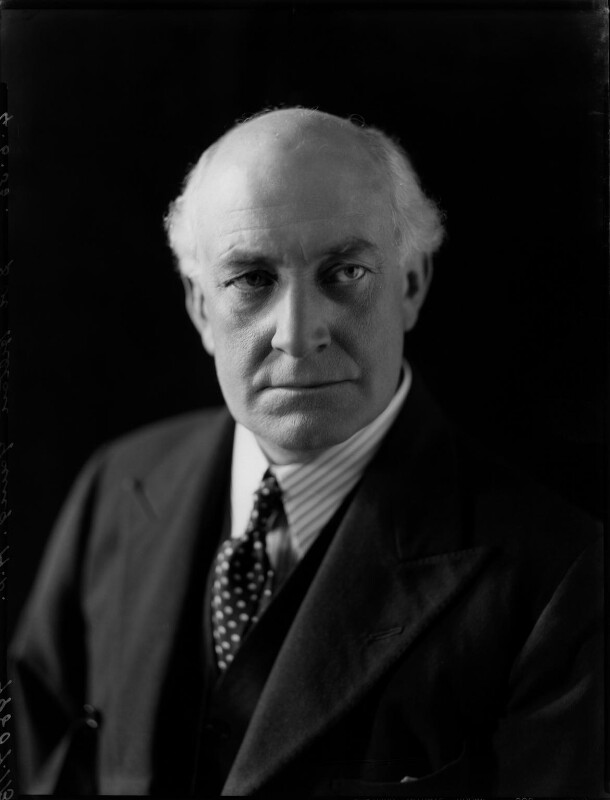
Hilton Young, 1. Baron Kennet (1935)

Edward Hilton Young, 1. Baron Kennet, GBE, DSC, PC (* 26. März 1879 in London; † 11. Juli 1960) war ein britischer Politiker der Liberal Party sowie später der Conservative Party, der unter anderem zwischen 1915 und 1923 sowie erneut von 1924 bis 1935 Mitglied des Unterhauses (House of Commons) war. Er bekleidete zwischen 1931 und 1935 das Amt des Gesundheitsministers. 1935 wurde er als Baron Kennet in den erblichen Adelsstand erhoben und dadurch zum Mitglied des House of Lords.

## Leben

### Rechtsanwalt, Erster Weltkrieg und Unterhausabgeordneter
Young war das jüngste von vier Kindern des Rechtsanwalts und Staatsbeamten George Young, 3. Baronet, und dessen Ehefrau Alice Eacy Kennedy. Sein ältester Bruder George Young, 4. Baronet, war als Professor an der University of London tätig sowie Erbe des Titels der 1813 verliehenen Würde als Baronet, of Formosa Place. Während seine einzige Schwester Eacy Young bereits als Fünfzehnjährige 1888 verstarb, war sein zweitältester Bruder der Alpinist, Schriftsteller und Pädagoge Geoffrey Winthrop Young. Er selbst wurde in der Parish Church des Londoner Stadtteils Kensington getauft und absolvierte nach dem Besuch des renommierten Eton College zwischen 1897 und 1901 ein Studium am Trinity College der University of Cambridge. Nach einer juristischen Ausbildung erhielt er 1904 seine anwaltliche Zulassung bei der Anwaltskammer (Inns of Court) von Inner Temple und nahm daraufhin eine Tätigkeit als Rechtsanwalt (Barrister) auf. Zunächst war er als Anwalt bei der für Fälle zum Vertragsrecht, Körperverletzungen und genereller Fahrlässigkeit zuständigen sogenannten King’s Bench Division im Gerichtsbezirk von Oxford zugelassen und erwarb während dieser Zeit 1907 einen Master of Arts (M.A.) am Trinity College der University of Cambridge.
Neben seiner Tätigkeit als Rechtsanwalt war Young Reserveoffizier der Royal Naval Volunteer Reserve und wurde zu Beginn des Ersten Weltkrieges im August 1914 im temporären Rang eines Lieutenant in den aktiven Militärdienst berufen. Er diente an Bord des Schlachtschiffes Iron Duke. Bei einer Nachwahl wurde er am 6. Februar 1915 für die Liberal Party erstmals zum Mitglied des Unterhauses (House of Commons) gewählt und vertrat in diesem bis zum 6. Dezember 1923 den Wahlkreis Norwich. Für seine militärischen Verdienste wurde ihm im Oktober 1915 die Karađorđe-Medaille Vierter Klasse mit Schwertern sowie die Obilić-Medaille des Königreichs Serbien verliehen. Er nahm vom 31. Mai bis 1. Juni 1916 an der Skagerrakschlacht zwischen der deutschen Hochseeflotte und der Grand Fleet der Royal Navy in den Gewässern vor Jütland teil und wurde im Anschluss 1916 an Bord des Schlachtschiffs Centurion versetzt und bekam aufgrund seiner Verdienste 1917 das Distinguished Service Cross (DSC) verliehen.
Im weiteren Verlauf des Ersten Weltkrieges wurde Young nach Französisch-Flandern versetzt, wo er als Angehöriger der Marineschützeneinheiten 1917 an den Flandernschlachten teilnahm und mit dem französischen Croix de guerre ausgezeichnet wurde. Er wurde zuletzt zum Lieutenant-Commander befördert und nahm am 23. April 1918 an Bord des Geschützten Kreuzers HMS Vindictive am Angriff auf Zeebrugge teil, bei dem er eine schwere Verwundung erlitt. Zuletzt war er während der Intervention der Entente-Mächte im Russischen Bürgerkrieg Kommandeur eines gepanzerten Eisenbahnzuges bei der Besetzung von Archangelsk.

### Minister, Oberhausmitglied und Familie
Nach Ende des Ersten Weltkrieges nahm Young sein Mandat als Unterhausabgeordneter aktiv wahr und übernahm zwischen 1919 und 1921 als Parlamentarischer Privatsekretär von Erziehungsminister (President of the Board of Education) Herbert Fisher sein erstes Regierungsamt. Nach einer Umbildung der Regierung von Premierminister David Lloyd George wurde er am 21. April 1921 Finanzsekretär des Schatzamtes (Financial Secretary of the Treasury) und hatte dieses Amt bis zum 19. Oktober 1922. Im Anschluss fungierte er vom 19. Oktober 1922 bis zu seinem Ausscheiden aus dem Unterhaus am 6. Dezember 1923 als Parlamentarischer Geschäftsführer (Chief Whip) der Fraktion der Liberal Party und wurde als solcher am 21. November 1922 zum Mitglied des Geheimen Kronrates (Privy Council) berufen.
Bei der Unterhauswahl vom 29. Oktober 1924 wurde Young für die Liberal Party wieder zum Mitglied des House of Commons gewählt und vertrat dort zunächst abermals den Wahlkreis Norwich sowie nach der Unterhauswahl vom 30. Mai 1929 bis zum 9. Juli 1935 den Wahlkreis Sevenoaks in Kent. Als Nachfolger von Laming Worthington-Evans war er von 1925 bis zu seiner Ablösung durch Oscar Hobson 1929 auch Herausgeber der Fachzeitschrift Financial Times. Während dieser Zeit trat er 1926 der Conservative Party bei und fungierte zwischen 1926 und 1928 zugleich als britischer Delegierter in der Versammlung des Völkerbunds. Für seine langjährigen Verdienste wurde er am 3. Juni 1927 zum Knight Grand Cross des Order of the British Empire (GBE) geschlagen, so dass er fortan den Namenszusatz „Sir“ führte.
Nachdem er vom 24. August bis zum 28. Oktober 1931 Parlamentarischer Staatssekretär für Außenhandel (Parliamentary Secretary for Overseas Trade) in der ersten Nationalregierung von Premierminister Ramsay MacDonald, bekleidete Young zwischen dem 28. Oktober 1931 und dem 7. Juni 1935 in der zweiten Nationalregierung von Premierminister Macdonald den Posten des Gesundheitsministers (Minister of Health). 1932 wurde er Honorargelehrter (Honorary Fellow) am University College London (UCL) und vertrat das Vereinigte Königreich zudem erneut als Delegierter in der Versammlung des Völkerbunds. 1934 verlieh ihm die University of Durham darüber hinaus einen Ehrendoktor im Fach Zivilrecht (Honorary Doctor of Civil Laws).
Nach seinem Ausscheiden aus dem Unterhaus wurde Young durch ein Letters Patent vom 15. Juli 1935 als Baron Kennet, of the Dene in the County of Wilts, zum erblichen Peer erhoben und dadurch zum Mitglied des Oberhauses (House of Lords), dem er bis zu seinem Tod angehörte.

### Ehe und Nachkommen
Young heiratete am 3. März 1922 in der St. Stephen’s Chapel im Londoner Stadtteil Westminster die Bildhauerin Edith Agnes Kathleen Bruce Scott. Sie war die Tochter des Geistlichen Reverend Lloyd Stewart Bruce und dessen Ehefrau Jane Skene, sowie die Witwe des Polarforschers Robert Falcon Scott, der 1912 auf dem Ross-Schelfeis in der Antarktis auf dem Weg zurück vom geographischen Südpol gestorben war.
Aus dieser Ehe ging sein einziges Kind, der Politiker, Journalist und Publizist Wayland Hilton Young, hervor, der bei seinem Tod 1960 den Titel als 2. Baron Kennet erbte. Wayland Young war der Vater von sechs Kindern, darunter die Bildhauerin Emily Young, William Young, 3. Baron Kennet sowie die Schriftstellerin Louisa Young.

## Veröffentlichungen
- Foreign Companies and other Corporations, 1912
- The System of National Finance, 1915
- A Muse at Sea, 1919
- By Sea and Land, 1920
- A Bird in the Bush, 1936